# Aeródromo Hacienda Lipangue
El Aeródromo Hacienda Lipangue (OACI: SCHL), es un terminal aéreo ubicado cerca de Lampa, Provincia de Chacabuco, Región Metropolitana de Santiago, Chile. Es de propiedad privada.